# Heikkinen
Heikkinen var Finlands elfte vanligaste släktnamn 1992, 2008 ligger namnet (17.997) på nionde plats. Efternamnet är bildat efter personnamnet Heikki. 
Till landskapet Kajanaland, där släktnamnet är mycket vanligt, kom det från Savolax på 1600-talet. I Savolax återfanns namnet i varje socken, och är än idag ett mycket vanligt savolaxiskt namn. 